# Paulo José
Paulo José Gómez de Souza (Lavras do Sul, 20 de março de 1937 – Rio de Janeiro, 11 de agosto de 2021) foi um ator, roteirista e diretor brasileiro. Iniciou a carreira artística em 1966 no filme O Padre e a Moça, no papel do padre. Posteriormente foi protagonista de várias comédias no cinema, como Todas as Mulheres do Mundo, Edu, Coração de Ouro e O Rei da Noite, obras que lhe consolidaram como Melhor Ator pelo Festival de Brasília.
Na televisão, estreou em 1969 como Zé Mário na telenovela Véu de Noiva, mas a consagração viria dois anos depois, ao interpretar o personagem Samuca na telenovela Assim na Terra Como no Céu. Em 1972 destacou-se ao lado de Flavio Migliaccio na telenovela O Primeiro Amor, com quem depois formaria a dupla cômica Shazan e Xerife.

## Biografia
Filho de Arlindo Ferreira de Souza, engenheiro civil e proprietário rural proveniente de tradicional família gaúcha, e Maria del Carmen Gómez de Souza, pianista e declamadora espanhola, de Santander, começou a fazer teatro em 1955 em Porto Alegre, onde ajudou a criar o Teatro de Equipe, com Paulo César Pereio, Lilian Lemmertz, Ítala Nandi e Fernando Peixoto, entre outros. Em 1954, atuou na sua primeira peça, O Muro, de Jean Paul Sartre/Lineu Dias. Entre inúmeros trabalhos no teatro, destacam-se: Os Fuzis da Senhora Carrar, de Brecht; A Mandrágora, de Maquiavel; O Filho do Cão, de Gianfrancesco Guarnieri, no qual foi também diretor; e Tartufo de Molière. Dirigiu e atuou na montagem carioca de Arena conta Zumbi. Esteve durante algum tempo afastado dos palcos, tendo regressado em outubro de 2009 para participar de Um Navio no Espaço ou Ana Cristina Cesar.
Em São Paulo, Paulo José formou, junto com Gianfrancesco Guarnieri, Augusto Boal, Juca de Oliveira, Paulo Cotrim e Flávio Império, o grupo que adquiriu o Teatro de Arena, criado por José Renato em 1962.

### Carreira na televisão

Paulo José trabalhou com o ator Flávio Migliaccio na telenovela O Primeiro Amor e no seriado Shazan, Xerife e Cia. (ambas em 1972).

Iniciou sua trajetória em 1969 na telenovela Véu de Noiva, como Zé Mário. Nos dois anos seguintes deu vida aos personagens Samuca e André, em Assim na Terra Como no Céu e O Homem Que Deve Morrer, respectivamente. Em 1972 viveu Shazan, em O Primeiro Amor e no seriado Shazan, Xerife e Cia.. Posteriormente concluiu o decênio participando das obras Supermanoela, como Marcelo e O Casarão, como Jarbas Martins.
Em 1984, junto com Guga de Oliveira e Del Rangel, dirigiu Joana, um seriado independente exibido pela TV Manchete e, em 1985, pelo SBT. Nesse mesmo ano, retornou à Globo para viver Alvarino na minissérie O Tempo e o Vento e como pai da Zelda em Armação Ilimitada. No ano seguinte, deu vida ao empresário Celso Rezende, em Roda de Fogo. Em 1988 participou das obras Olho por Olho e Vida Nova, interpretando Marcelo Fernandes e o italiano Francesco, respectivamente. Encerrou a década na pele do cineasta Gregório, em Sampa e Gladstone em Tieta.
No início da década de 1990 participou do seriado Delegacia de Mulheres, como o doutor Dario Gentil e na telenovela Araponga como o astrônomo Érico Saldanha, além de viver Ivan em Vamp. Entre 1992 e 1993, foi diretor do programa Você Decide, nos episódios "Em Nome do Filho", "A Outra", "O Desaparecido", "Mal Secreto", "Palavras de Amor" e "Isca de Polícia";  esteve no elenco de O Mapa da Mina, como Ivo Simeone e particpou de Olho no Olho. Em 1994 foi Pedro na minissérie A Madona de Cedro e foi diretor do episódio "A Dívida", em Você Decide.
Em 1995 viveu o ascensorista em Engraçadinha: Seus Amores e Seus Pecados; Claudionor, em Decadência e Jairo, em Explode Coração. Dois anos depois fez uma participação especial em A Justiceira, no episódio "Filha Única" e interpretou Orestes na telenovela Por Amor. Em 1998 foi Shazan em Era Uma Vez... e o empresário Otacílio Martins Fraga, na minissérie Labirinto. Fechou a década interpretando o inspetor de polícia Monteiro, em Luna Caliente.
No início da década de 2000 interpretou o padre Simão na minissérie A Muralha; foi Alceu na telenovela Um Anjo Caiu do Céu, além de participar do elenco de Agora É Que São Elas como o doutor Benigno, e fazer uma aparição em Celebridade. Em 2004 esteve em uma participação em Senhora do Destino, como Artur Fonseca,  um médico perturbado que conhecia o passado da vilã Nazaré Tedesco. Narrou passagens do primeiro capítulo de Como Uma Onda, além de atuar em Um Só Coração, como o doutor Varela e na microssérie O Pequeno Alquimista viveu Zaratustra.
Em 2006 viveu Augusto Elias na minissérie JK. Dois anos mais tarde participou da série Casos e Acasos, no episódio "A Vaga, a Entrevista e o Cachorro Quente", como Álvaro; encarnou o vigário da paróquia em Capitu e esteve na telenovela Ciranda de Pedra, como Quincas. Encerrou a década como o profeta Gentileza, em Caminho das Índias. Em 2010 interpretou José Pedro, no seriado Na Forma da Lei e no ano seguinte deu vida a Plínio na telenovela Morde & Assopra. Em 2012 participou da série As Brasileiras, como Rômulo no episódio "Maria do Brasil". Dois anos mais tarde viveu Benjamim Machado na obra Em Família.

### Carreira no cinema

O ator Paulo José em cena do filme Macunaíma (1969).

Estreou nas telonas em 1966, interpretando o padre em O Padre e a Moça, sendo eleito Melhor Ator pelo Prêmio Saci. No mesmo ano destacou-se como Paulo, em Todas as Mulheres do Mundo, sendo eleito Melhor Ator em três premiações: Festival de Brasília, Prêmio INC e Prêmio Air France. No ano seguinte interpretou Bernardo, em Bebel, Garota Propaganda e Edu, em Edu, Coração de Ouro, papel que o consagrou como Melhor Ator, novamente, no Festival de Brasília. Em 1968 esteve em cinco longas: A Vida Provisória, como Estêvão; As Amorosas, como Marcelo; Como Vai, Vai Bem?, interpretando os personagens Astolfo torcedor, Voyeurista, Padrasto, Delegado, Padre Bentinho e Travesti; O Homem Nu, como Silvio Proença e em Os Marginais. Concluiu a década no filme Macunaíma como Macunaíma branco e mãe, premiado como Melhor Ator no Festival de Manaus.
Em 1971 interpretou Heitor, no filme A Culpa e Gaudêncio, em Gaudêncio, o Centauro dos Pampas. Nos dois anos seguintes deu vida ao personagem Cassy Jones, em Cassy Jones, o Magnífico Sedutor e esteve no elenco de Humor Amargo. Em 1975 viveu Tertuliano, em O Rei da Noite, personagem que lhe premiou como Melhor Ator no Festival de Brasília pela terceira vez na carreira. Após ausência das telonas por seis anos, voltou como o padre Bastos em Eles Não Usam Black-tie e participou da obra O Homem do Pau-brasil. Em 1983 foi Evandro, em A Difícil Viagem, papel que lhe rendeu o prêmio de Melhor Intérprete, pelo Festival do Rio de Janeiro. Cinco anos mais tarde fez uma participação especial como Augusto em O Mentiroso. Concluiu o decênio participando dois longas: Dias Melhores Virão como Pompeu e Faca de Dois Gumes como Jorge Bragança; e no curta Ilha das Flores, responsável pela voz da narração.
No início da década de 1990 o ator participou dos curta-metragens Os Moradores da Rua Humboldt e três anos mais tarde foi o narrador de Amor!. Em 1997 esteve no longa Anahy de las Misiones, como Joca Ramires e foi o narrador em O Velho - A História de Luís Carlos Prestes. Nos dois anos seguintes deu vida aos personagens Policarpo e Tio Manántonio, em Policarpo Quaresma, Herói do Brasil e Outras estórias, respectivamente. Em 2002 esteve em cinco obras: Dias de Nietzsche em Turim; Morte e O Casal dos Olhos Doces (curta-metragens), Oswaldo Cruz na Amazônia (narração) e em Poeta de Sete Faces (documentário).
Em 2003 participou dos longas Apolônio Brasil, o Campeão da Alegria e O Homem que Copiava. No ano seguinte interpretou o personagem principal de Benjamim, foi narrador em Como Fazer um Filme de Amor, encarnou o doutor Espanhol em O Vestido e esteve no documentário Person. Entre 2005 a 2007 narrou os filmes 500 Almas e Insolação e deu vida a Otaviano, em Saneamento Básico, o Filme. Concluiu a década atuando no cinema por mais três vezes: o padre em A Festa da Menina Morta; o judeu David em Juventude e Papai Noel em Pequenas Histórias. Em 2010 fez o papel principal em Quincas Berro d'Água. No ano seguinte deu vida a Armando em Meu País e viveu Valdemar (palhaço Puro Sangue) em O Palhaço. Posteriormente esteve no elenco de Rânia e Luz, Anima, Ação, concluindo a década no documentário Todos os Paulos do Mundo, em homenagem ao ator.

## Vida pessoal
Foi casado com Dina Sfat, com quem teve três filhas, as atrizes Bel Kutner, Ana Kutner e Clara Kutner; com a atriz Beth Caruso, com quem teve um filho, Paulo Caruso; e com Zezé Polessa. Viveu com Carla Camurati entre 1983 e 1986.
Paulo José foi diagnosticado com a doença de Parkinson em 1992. Morreu em 11 de agosto de 2021 no Rio de Janeiro aos 84 anos, devido a uma pneumonia.

## Filmografia

### Televisão
| Ano     | Título                                   | Personagem                    | Notas                                                |
| ------- | ---------------------------------------- | ----------------------------- | ---------------------------------------------------- |
| 1969    | Véu de Noiva                             | José Mário (Zé Mário)         |                                                      |
| 1970    | Assim na Terra como no Céu               | Samuca                        |                                                      |
| 1971    | O Homem que Deve Morrer                  | André Vila Verde              |                                                      |
| 1972    | O Primeiro Amor                          | Shazan                        |                                                      |
| 1972    | Caso Especial                            | Oswaldo                       | Episódio: "Meu Primeiro Baile"                       |
| 1972    | Caso Especial                            | Pedro                         | Episódio: "Somos Todos do Jardim de Infância"        |
| 1972–74 | Shazan, Xerife e Cia.                    | Shazan                        |                                                      |
| 1973    | Caso Especial                            | João Luís                     | Episódio: "O Preço de Cada Um"                       |
| 1974    | Supermanoela                             | Marcelo                       |                                                      |
| 1975    | Gabriela                                 | Alceu                         |                                                      |
| 1976    | O Casarão                                | Jarbas Martins                | Terceiro período: "1976"                             |
| 1984    | Joana                                    | Como diretor                  | Como diretor                                         |
| 1985    | Armação Ilimitada                        | Pai de Zelda                  | Episódio: "Um Triângulo de Bermudas"                 |
| 1985    | O Tempo e o Vento                        | Alvarino                      | Como diretor também                                  |
| 1986    | Roda de Fogo                             | Celso Rezende                 | Episódio: "24-26 de agosto"                          |
| 1988    | Olho por Olho                            | Marcelo Fernandes             |                                                      |
| 1988    | Vida Nova                                | Francesco                     |                                                      |
| 1989    | Sampa                                    | Gregório                      |                                                      |
| 1989    | Tieta                                    | Gladstone                     |                                                      |
| 1990    | Delegacia de Mulheres                    | Dr. Dario Gentil              | Episódio: "A Negociata"                              |
| 1990    | Araponga                                 | Érico Saldanha                |                                                      |
| 1991    | Vamp                                     | Ivan                          |                                                      |
| 1992    | Caso Especial                            | Pedro                         | Episódio: "Somos Todos do Jardim de Infância"        |
| 1992    | Você Decide                              | José                          | Episódio: "O Desaparecido"                           |
| 1992    | Você Decide                              | Tony                          | Episódio: "Mal Secreto"                              |
| 1992    | Você Decide                              | Gumercindo                    | Episódio: "Palavras de Amor"                         |
| 1993    | Você Decide                              | Fagner                        | Episódio: "Isca de Polícia"                          |
| 1993    | Você Decide                              | Dino Savazzi                  | Episódio: "A Dívida"                                 |
| 1993    | O Mapa da Mina                           | Ivo Simeone                   | Episódio: "29 de março"                              |
| 1993    | Olho no Olho                             | Menelau Zapata                | Participação                                         |
| 1994    | A Madona de Cedro                        | Pedro                         |                                                      |
| 1995    | Engraçadinha, Seus Amores e Seus Pecados | Ascensorista                  | Participação                                         |
| 1995    | Decadência                               | Cego                          |                                                      |
| 1995    | Explode Coração                          | Jairo                         |                                                      |
| 1997    | A Justiceira                             | Varela                        | Episódio: "Filha Única"                              |
| 1997    | Por Amor                                 | Orestes Greco                 |                                                      |
| 1998    | Era Uma Vez...                           | Shazan                        | Participação                                         |
| 1998    | Labirinto                                | Otacílio Martins Fraga        |                                                      |
| 1999    | Luna Caliente                            | Monteiro                      |                                                      |
| 2000    | A Muralha                                | Padre Simão                   |                                                      |
| 2001    | Um Anjo Caiu do Céu                      | Alceu                         |                                                      |
| 2003    | Agora É que São Elas                     | Dr. Benigno                   |                                                      |
| 2003    | Celebridade                              | Ele mesmo                     | Episódio: "29 de dezembro"                           |
| 2004    | Senhora do Destino                       | Dr. Arthur                    | Episódios: "1-9 de outubro"                          |
| 2004    | Como uma Onda                            | Narrador do Primeiro Capítulo | Episódio: "22 de novembro"                           |
| 2004    | Um Só Coração                            | Dr. Varela                    |                                                      |
| 2004    | O Pequeno Alquimista                     | Zaratustra                    |                                                      |
| 2006    | JK                                       | Augusto Elias                 |                                                      |
| 2008    | Casos e Acasos                           | Fúlvio                        | Episódio: "A Vaga, a Entrevista e o Cachorro Quente" |
| 2008    | Capitu                                   | Vigário da Paróquia           |                                                      |
| 2008    | Ciranda de Pedra                         | Quincas                       | Episódios: "18 de setembro-3 de outubro"             |
| 2009    | Caminho das Índias                       | Profeta Gentileza             |                                                      |
| 2010    | Na Forma da Lei                          | José Pedro                    |                                                      |
| 2011    | Morde & Assopra                          | Plínio Alves Junqueira        |                                                      |
| 2012    | As Brasileiras                           | Rômulo                        | Episódio: "Maria do Brasil"                          |
| 2014    | Em Família                               | Benjamin Machado              |                                                      |

### Cinema
| Ano  | Título                                                  | Personagem               |
| ---- | ------------------------------------------------------- | ------------------------ |
| 1966 | O Padre e a Moça                                        | Padre                    |
| 1966 | Todas as Mulheres do Mundo                              | Paulo                    |
| 1967 | Bebel, Garota Propaganda                                | Bernardo                 |
| 1967 | Edu, Coração de Ouro                                    | Edu                      |
| 1968 | A Vida Provisória                                       | Estevão                  |
| 1968 | As Amorosas                                             | Marcelo                  |
| 1968 | Como Vai, Vai Bem?                                      | Astolfo/Padre Bentinho   |
| 1968 | O Homem Nu                                              | Sílvio Proença           |
| 1968 | Os Marginais                                            | Guilherme                |
| 1969 | Macunaíma                                               | Macunaíma branco         |
| 1969 | Macunaíma                                               | Mãe do Macunaíma         |
| 1971 | A Culpa                                                 | Heitor                   |
| 1971 | Gaudêncio, o Centauro dos Pampas                        | Gaudêncio                |
| 1972 | Cassy Jones, o Magnífico Sedutor                        | Cassy Jones              |
| 1973 | Humor Amargo                                            | Amigo                    |
| 1975 | O Rei da Noite                                          | Tezinho                  |
| 1981 | Eles não Usam Black-tie                                 | Padre Bastos             |
| 1981 | O Homem do Pau-brasil                                   | Mensageiro do Navio      |
| 1983 | A Difícil Viagem                                        | Evandro                  |
| 1988 | O Mentiroso                                             | Augusto                  |
| 1989 | Dias Melhores Virão                                     | Pompeu                   |
| 1989 | Faca de Dois Gumes                                      | Jorge Bragança           |
| 1989 | Ilha das Flores                                         | Narrador                 |
| 1991 | Moradores da Rua Humboldt                               | —                        |
| 1994 | Amor!                                                   | Narrador                 |
| 1997 | Anahy de las Misiones                                   | Joca Ramírez             |
| 1997 | O Velho - A História de Luís Carlos Prestes             | Narrador                 |
| 1998 | Policarpo Quaresma, Herói do Brasil                     | Policarpo                |
| 1999 | Outras Estórias                                         | Tio Manantonio           |
| 2002 | Dias de Nietzsche em Turim                              | —                        |
| 2002 | Morte                                                   | Ele                      |
| 2002 | O Casal dos Olhos Doces                                 | Homem no Bar             |
| 2002 | Oswaldo Cruz na Amazônia                                | Narrador                 |
| 2002 | Poeta de Sete Faces                                     | —                        |
| 2003 | Apolônio Brasil, o Campeão da Alegria                   | —                        |
| 2003 | O Homem que Copiava                                     | Paulo                    |
| 2004 | Benjamim                                                | Benjamim                 |
| 2004 | Como Fazer um Filme de Amor                             | Narrador                 |
| 2004 | O Vestido                                               | Doutor Espanhol          |
| 2004 | Person                                                  | Ele mesmo                |
| 2005 | 500 Almas                                               | Narrador                 |
| 2006 | Saneamento Básico, o Filme                              | Otaviano Marghera        |
| 2007 | Insolação                                               | Narrador                 |
| 2008 | A Festa da Menina Morta                                 | Padre                    |
| 2008 | Juventude                                               | Davi Weissman            |
| 2008 | Pequenas Histórias                                      | Arlindo                  |
| 2010 | Quincas Berro D'Água                                    | Quincas Berro D`Água     |
| 2011 | Meu País                                                | Armando                  |
| 2011 | O Palhaço                                               | Valdemar / Puro Sangue   |
| 2013 | Rânia                                                   | Narrador                 |
| 2013 | Luz, Anima, Ação                                        | Ele mesmo (documentário) |
| 2018 | Todos os Paulos do Mundo                                | Ele mesmo (documentário) |
| 2019 | Babenco - Alguém Tem que Ouvir o Coração e Dizer: Parou | Ele mesmo (documentário) |

## Prêmios e indicações
| Ano  | Premiação                                   | Categoria               | Nomeação                            | Resultado |
| ---- | ------------------------------------------- | ----------------------- | ----------------------------------- | --------- |
| 1963 | Prêmio Molière                              | Melhor Figurinista      | A Mandrágora                        | Venceu    |
| 1963 | Prêmio Padre Ventura                        | Melhor Figurinista      | A Mandrágora                        | Venceu    |
| 1966 | Troféu Candango do Festival de Brasília     | Melhor Ator             | Todas as Mulheres do Mundo          | Venceu    |
| 1967 | Prêmio INC - Instituto Nacional de Cinema   | Melhor Ator             | Todas as Mulheres do Mundo          | Venceu    |
| 1967 | Prêmio Air France de Cinema                 | Melhor Ator             | Todas as Mulheres do Mundo          | Venceu    |
| 1967 | Troféu Candango do Festival de Brasília     | Melhor Ator             | Edu, Coração de Ouro                | Venceu    |
| 1975 | Troféu Candango do Festival de Brasília     | Melhor Ator             | O Rei da Noite                      | Venceu    |
| 1975 | Prêmio Governador do Estado de São Paulo    | Melhor Diretor          | Réveillon                           | Venceu    |
| 1988 | Prêmio Molière                              | Melhor Ator             | Delicadas Torturas                  | Venceu    |
| 1990 | Prêmio Air France de Cinema                 | Melhor Ator             | Faca de Dois Gumes                  | Venceu    |
| 1997 | Prêmio Melhores da Revista da TV - O Globo  | Melhor Ator             | Por Amor                            | Venceu    |
| 1998 | Festival de Cinema e Vídeo de Cuiabá        | Melhor Ator             | Policarpo Quaresma, Herói do Brasil | Venceu    |
| 1999 | Prêmio Estação Botafogo                     | Melhor Ator             | Policarpo Quaresma, Herói do Brasil | Venceu    |
| 1999 | Prêmio Guarani de Cinema Brasileiro         | Melhor Ator             | Policarpo Quaresma, Herói do Brasil | Indicado  |
| 2000 | Festival Internacional de Cinema de Gramado | Troféu Oscarito         | Homenagem                           | Venceu    |
| 2002 | Prêmio Contigo! de TV                       | Prêmio Especial         | Carreia na Televisão                | Venceu    |
| 2002 | Vitória Cine Vídeo                          | Melhor Ator             | Morte                               | Venceu    |
| 2004 | Festival de Cinema Brasileiro de Miami      | Melhor Ator             | Benjamim                            | Venceu    |
| 2005 | Grande Prêmio do Cinema Brasileiro          | Melhor Ator             | Benjamim                            | Indicado  |
| 2005 | Prêmio ACIE de Cinema                       | Melhor Ator             | Benjamim                            | Indicado  |
| 2005 | Prêmio Guarani de Cinema Brasileiro         | Melhor Ator             | Benjamim                            | Indicado  |
| 2008 | Prêmio Contigo! de Cinema Nacional          | Melhor Ator Coadjuvante | Saneamento Básico, o Filme          | Indicado  |
| 2008 | Festival Internacional de Cinema de Gramado | Mérito Artístico        | Juventude                           | Venceu    |
| 2008 | Festival de Cinema de Paulínia              | Melhor Ator             | Pequenas Histórias                  | Venceu    |
| 2008 | Prêmio ACIE de Cinema                       | Prêmio Honorário        | Conjunto da Obra                    | Venceu    |
| 2010 | Prêmio Contigo! de Cinema Nacional          | Melhor Ator             | Quincas Berro D'Água                | Indicado  |
| 2011 | Grande Prêmio do Cinema Brasileiro          | Melhor Ator             | Quincas Berro D'Água                | Indicado  |
| 2012 | Grande Prêmio do Cinema Brasileiro          | Melhor Ator Coadjuvante | O Palhaço                           | Venceu    |
| 2012 | Prêmio SESC Filme Festival                  | Melhor Ator Coadjuvante | O Palhaço                           | Venceu    |
| 2012 | Prêmio Guarani de Cinema Brasileiro         | Melhor Ator Coadjuvante | O Palhaço                           | Indicado  |
| 2012 | Prêmio Contigo! de Cinema Nacional          | Melhor Ator Coadjuvante | O Palhaço                           | Venceu    |
| 2017 | Prêmio Guarani de Cinema Brasileiro         | Guarani Honorário       | Homenagem                           | Venceu    |